# Sclerochiton nitidus
Sclerochiton nitidus är en akantusväxtart som först beskrevs av Spencer Le Marchant Moore, och fick sitt nu gällande namn av C. B. Cl.. Sclerochiton nitidus ingår i släktet Sclerochiton och familjen akantusväxter. Inga underarter finns listade i Catalogue of Life.